# Leids Anatomisch Theater

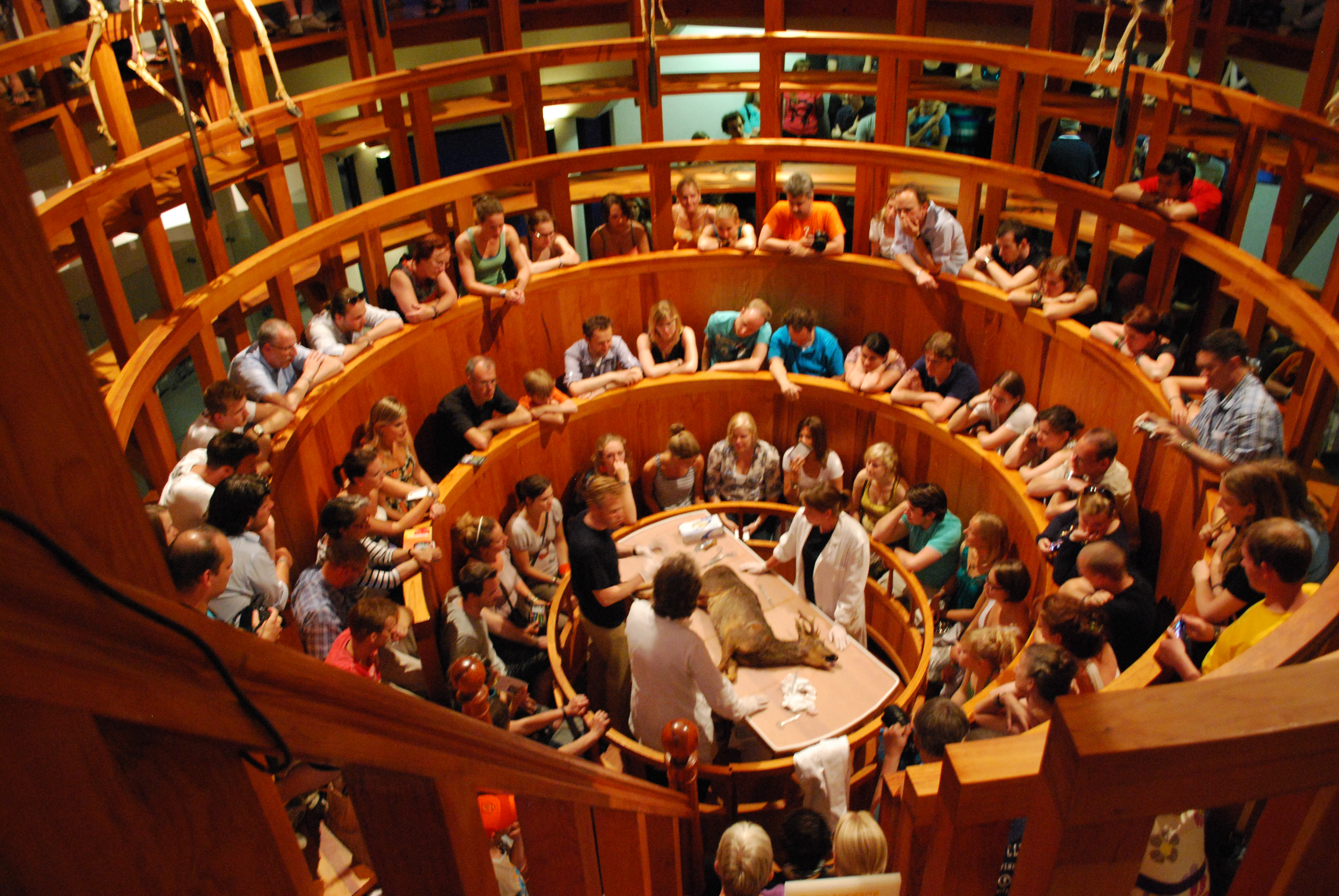
Museumnacht Leiden 2010

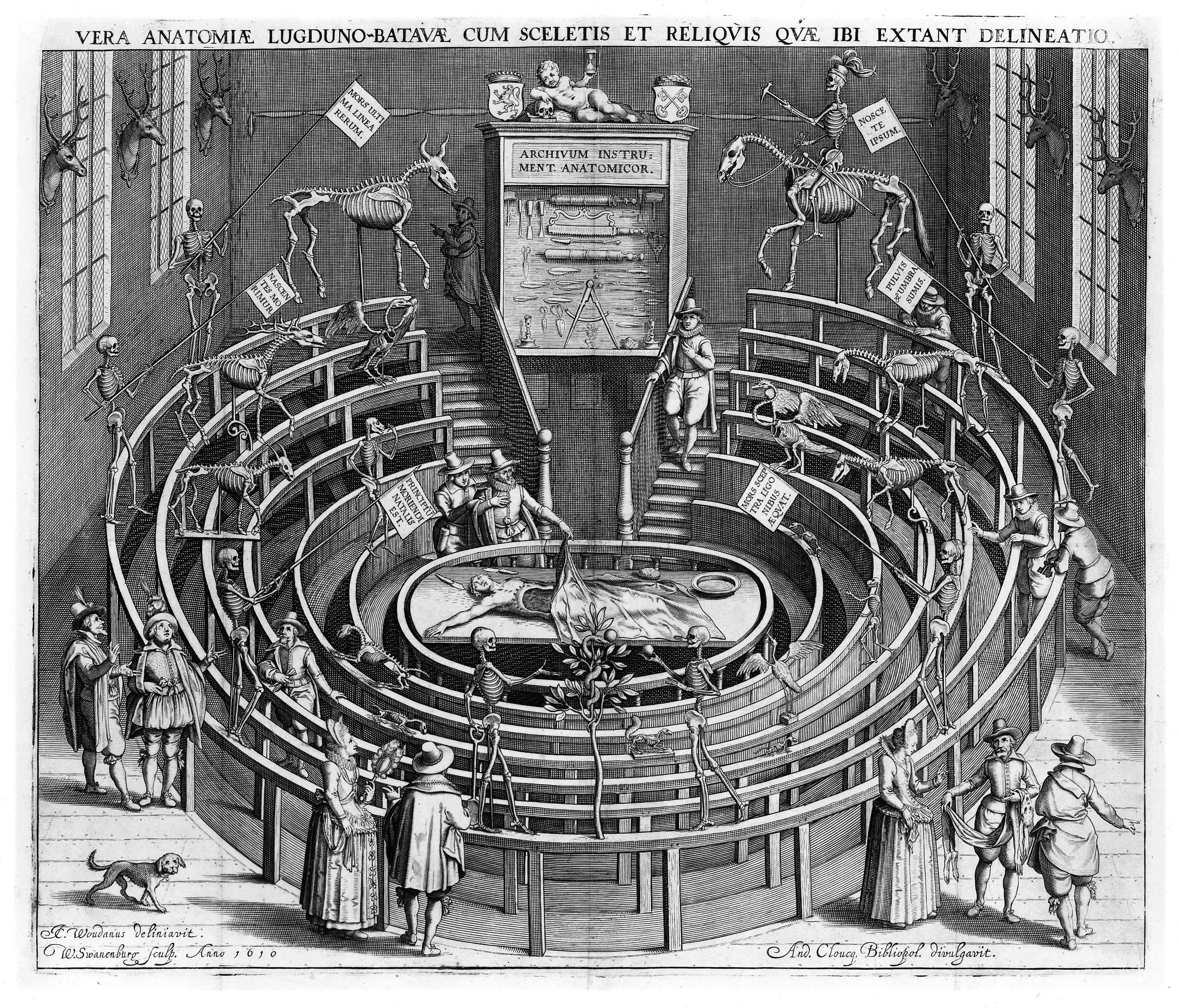
Anatomisch Theater Leiden in 1610

Het Leids anatomisch theater (of Theatrum Anatomicum) was een anatomisch theater van de Universiteit Leiden. Een reconstructie van dit theater is te zien in Rijksmuseum Boerhaave.
Het theater werd in 1597 geopend en was gebouwd voor Pieter Pauw, toenmalig professor ontleedkunde. Dit was een van de eerste anatomische theaters in Europa. Het houten theater stond in een voormalige kerk, de Faliede Bagijnenkerk.
Tijdens winters toonde een hoogleraar in de anatomie openbare ontledingen van kadavers. In de zomer was er geen onderwijs en werd het theater ingericht als een soort museum. Hier waren dan skeletten van mens en dier te zien en rariteiten, zoals Egyptische mummies en objecten uit de Romeinse oudheid.
In de negentiende eeuw viel het doek voor het anatomisch theater. De reconstructie in Rijksmuseum Boerhaave is gebaseerd op handschriften en prenten van het Leids anatomisch theater uit 1610. De skeletten zijn van recenter datum.